# Max Payne (film)
Max Payne è un film d'azione del 2008, diretto da John Moore ed interpretato da Mark Wahlberg.
La sceneggiatura è ispirata al videogioco per PC e console Max Payne, pubblicato il 25 luglio del 2001.

## Trama
Una sera, dopo aver seguito una pista apparentemente infruttuosa che lo ha portato ad interrogare un tossicodipendente nella stazione di Roscoe Street, il detective della NYPD Max Payne conosce un'avvenente ragazza, Natasha Sax, che la mattina seguente viene ritrovata morta proprio nei pressi dell'abitazione di Max.
Il caso è fortuitamente affidato ad Alex Balder, ex compagno del detective Payne alla sezione omicidi. Nel corso di quest'indagine Payne, sospettato dai suoi stessi colleghi dell'omicidio della Sax a causa del fatto che la donna ha con sé il distintivo di Payne, rubato precedentemente, accusa Balder di non lavorare abbastanza per scoprire chi ha assassinato la sua famiglia: Balder riapre il caso dell'omicidio della famiglia di Payne e, lavorando sul caso Sax, scopre alcuni elementi che potrebbero collegare i casi. I due decidono di incontrarsi a casa di Payne per parlarne, ma al suo rientro a casa, Balder è già morto e poco dopo, anche il detective Payne viene violentemente percosso fino a perdere i sensi. Ma, essendo stato rinvenuto accanto al cadavere del collega Balder, Payne inizia ad essere sospettato dagli affari interni e ritenuto colpevole dai colleghi di Balder degli omicidi di Natasha Sax e del collega Alex Balder. Per lui non rimane altro che proseguire le indagini da solo, con l'aiuto occasionale di Mona Sax, che cerca vendetta per la morte della sorella Natasha.
Payne e la Sax raccolgono una serie di indizi che li portano a ricollegare gli omicidi con una particolare droga sintetica chiamata Valchiria, creata a scopi militari dalla Aesir Corporation, industria farmaceutica per cui lavorava anche la moglie del detective Payne. Sicuro delle proprie indagini, Payne va ad affrontare Jack Lupino, un ex militare ora principale spacciatore di Valchiria, ed uno dei pochi ad essere sopravvissuto alla sostanza. Durante il duello corpo a corpo, però, il detective si trova in difficoltà e, quando sta per essere sopraffatto, viene salvato dal provvidenziale intervento di BB Hensley, suo ex collega, ora capo della sicurezza per la Aesir Corporation. Poco dopo, però, Max si ritrova stordito e ammanettato, e BB si rivela: è lui il vero assassino della famiglia Payne, pronto ad uccidere nuovamente per tenere sotto controllo i suoi affari illeciti collegati alla droga. Nonostante ciò, il detective Payne riesce a fuggire tuffandosi nell'acqua gelata del fiume. Riemerso, per sopravvivere all'ipotermia, ha come unica opzione quella di assumere due dosi di Valchiria.
Spinto dalla vendetta e dagli effetti della droga, si reca nella sede della Aesir Corporation, dove, anche con l'aiuto della Sax, si fa strada tra le guardie armate piano per piano, fino a raggiungere il tetto. Lì, sulla piattaforma per gli elicotteri, incontra finalmente il suo ex amico BB e può compiere la sua vendetta con un colpo secco al cuore. Payne, ferito, si abbandona al ricordo della famiglia, ma, come già successo nelle fredde acque del fiume, viene risvegliato dal torpore della morte ed è salvo.
Subito dopo si vede Max, che è stato rilasciato, e Mona in un bar. La donna tira fuori un giornale in cui è presente in prima pagina la foto di Nicole Horne, capo dell'Aesir Corporation. I due si scambiano uno sguardo, come a significare che il lavoro non è ancora finito.

## Produzione
La 20th Century Fox acquisì i diritti di distribuzione cinematografica dei videogiochi Max Payne a fine 2003.
Tra le società che hanno finanziato l'adattamento vi sono la Collision Entertainment e la Firm Films.
Una volta cominciato il casting vennero scritturati in primis gli attori Mark Wahlberg e Mila Kunis per le parti di Max Payne e Mona Sax.

### Riprese
Le riprese sono iniziate il 2 marzo 2008 e si sono concluse il 9 maggio dello stesso anno.
Le ambientazioni sono state filmate nelle città canadesi di Hamilton e Toronto. Per filmare una scena che si svolgeva nella stazione metropolitana di Bay Station, si è dovuta aspettare l'accettazione della Toronto Transit Commission.

## Distribuzione
Il film è stato distribuito nel circuito cinematografico statunitense il 17 ottobre 2008, mentre nelle sale italiane è stato distribuito il 28 novembre successivo. Il 7 maggio 2009, Max Payne è uscito in Italia nel nuovo formato Blu-ray + DVD in un unico cofanetto, mentre il solo DVD è stato pubblicato il 21 maggio. Il doppio formato contiene – solamente nel formato Blu-ray – contenuti speciali e la versione estesa del film. Contenuti speciali e versione estesa sono presenti anche nel DVD singolo, disponibile al pubblico dal 21 maggio 2009.

## Accoglienza
Negli Stati Uniti Max Payne ha 
incassato $40.689.393 mentre nel resto del mondo $47.085.657	per un totale di $87.775.050, a fronte di un budget di 35 milioni di dollari.